# Joseph Planes
Joseph Planes   (1755 - segle XIX) fou un músic alemany.
Va fer els seus estudis al seminari d'Amberg i el 1775 fou nomenat director del cor de l'església del seu poble natal, en el que introduí millores molt notables. Va compondre molta música pel servei de l'església esmentada.